# Machhad-é Ardéhal
Machhad-é Ardéhal est un village situé 38 km à l'ouest de Kashan en Iran. Le village, entouré de montagnes et collines, se trouve dans une région à climat semi-aride. Du fait de cette position géographique, il est tempéré en été et très froid en hiver. Le village est célèbre pour la cérémonie Ghalichuyan.
La majorité des habitants de Machhad-é Ardéhal sont cultivateurs. Leurs plus importants produits agricoles sont le blé, l'orge commune, la pastèque, le concombre, le noisetier et le noyer. L'artisanat produit tapis et kilim. Bien que les tapis de Machhad-é Ardéhal ne soient pas aussi réputés que ceux de Kachan et Djochaghan Ghali, ils se caractérisent par de jolis points.